# Rita Kuti-Kis
Rita Kuti-Kis (* 13. Februar 1978 in Lengyeltóti) ist eine ehemalige ungarische Tennisspielerin.

## Karriere
Kuti-Kis, die am liebsten auf Sandplätzen spielte, begann im Alter von sechs Jahren mit dem Tennis. Während ihrer Tennislaufbahn gewann sie ein WTA-Turnier und zwei ITT-Turniere im Einzel. Im Doppel gewann sie sechs ITF-Turniere. 2006 beendete sie ihre Karriere.
Von 1994 bis 2003 spielte sie für die ungarische Fed-Cup-Mannschaft. Von ihren 21 Partien konnte sie zwölf gewinnen.

## Turniersiege

### Einzel
| Nr. | Datum        | Turnier   | Kategorie    | Belag | Finalgegnerin | Ergebnis      |
| --- | ------------ | --------- | ------------ | ----- | ------------- | ------------- |
| 1.  | Februar 2000 | São Paulo | WTA Tier IVa | Sand  | Paola Suárez  | 4:6, 6:4, 7:5 |